# Grzegorz Królczyk
Grzegorz Mikołaj Królczyk (ur. 6 grudnia 1978 w Krapkowicach) – polski inżynier budowy i eksploatacji maszyn; nauczyciel akademicki związany z Politechniką Opolską.

## Biografia
Urodził się w 1978 roku w Krapkowicach. Po kolejno ukończonych szkole podstawowej i średniej oraz pomyślnie zdanym egzaminie maturalnym podjął studia na Wydziale Przyrodniczo-Technicznym Uniwersytetu Opolskiego, które ukończył w 2003 roku zdobyciem dyplomu magistra. 
Po ukończeniu studiów pracował w wielu firmach produkcyjnych, będąc zatrudniony na różnych stanowiskach: kierownik działu konstrukcji i technologii, inżynier produktu, kierownik produkcji, dyrektor ds. produkcji czy inżynier powierzchni. Do jego osiągnięć można zaliczyć wdrożenie do produkcji pomp perystaltycznych, które stosowane są m.in. do cieczy lepkich, opryskiwaczy do rozpylania środków ochrony roślin oraz urządzeń ciśnieniowe stosowane m.in. w zakładach chemicznych.
W 2005 roku podjął pracę naukowo-dydaktyczną w Instytucie Organizacji Procesów Wytwórczych na Wydziale Inżynierii Produkcji i Logistyki Politechniki Opolskiej na stanowisku asystenta. W 2011 roku na opolskiej politechnice uzyskał stopień doktora nauk technicznych, na podstawie pracy pt. Ocena wybranych wskaźników stanu technologicznej warstwy wierzchniej po toczeniu stali duplex, której promotorem był prof. Maksymilian Gajek. Wraz z nowym stopniem awansował na stanowisko adiunkta. 
W 2015, Rada Wydziału Budowy Maszyn i Zarządzania Politechniki Poznańskiej nadała mu stopień doktora habilitowanego nauk technicznych w dyscyplinie budowy i eksploatacji maszyn, na podstawie rozprawy nt. Fizyczne i geometryczne charakterystyki Technologicznej Warstwy Wierzchniej w procesie skrawania stali Duplex. W 2021 uzyskał tytuł profesora. 
Jest zatrudniony w Katedrze Technologii Maszyn i Automatyzacji Produkcji na Wydziale Mechanicznym Politechniki Opolskiej. W 2019 objął funkcję prorektora ds. badań i rozwoju Politechniki Opolskiej, a we wrześniu 2020 prorektora ds. nauki i rozwoju. W styczniu 2025 zrezygnował z funkcji prorektora Politechniki Opolskiej.
Jest członkiem towarzystw naukowych: Komitetu Budowy Maszyn Polskiej Akademii Nauk, Międzynarodowego Towarzystwa Naukowego TEAM International Society (Technics, Education, Agriculture and Management) oraz opolskiego oddziału Polskiego Towarzystwa Mechaniki Teoretycznej i Stosowanej (PTMTS).
Od 14 maja do 3 września 2024 członek i przewodniczący Rady do spraw innowacji w szkolnictwie wyższym i nauce przy ministrze nauki, złożył rezygnację 23 lipca 2024 i został odwołany przed wręczeniem powołania.

## Dorobek naukowy
Zainteresowania naukowe Grzegorza Królczyka koncentrują się wokół tematyki związanej z analizą i doskonaleniem procesów produkcyjnych, metrologią powierzchni i inżynierią powierzchni. Jego badania koncentrują się na zrównoważonej produkcji jako narzędziu praktycznej realizacji koncepcji społecznej odpowiedzialności w obszarze obróbki skrawaniem oraz metrologii powierzchni będącej źródłem informacji o cechach stereometrycznych powierzchni obrobionych. Opublikowane przez niego prace badawcze dotyczą konceptu metrologii bogatej w informacje odwołującej się do wiedzy, której celem jest wykorzystanie informacji przemysłowych w sposób komplementarny do poprawy pomiarów w zakresie kontroli jakości produkowanych części lub monitorowania procesu produkcyjnego. 
Jest autorem i kierownikiem projektu badawczego, którego efektem było utworzenie na Politechnice Opolskiej laboratorium metrologii powierzchni. W ramach badań realizowanych w Laboratorium zainicjował utworzenie międzynarodowej sieci naukowej, w której skład wchodzi kilkudziesięciu naukowców z 17 państw. Dzięki międzynarodowemu zespołowi Politechnika Opolska w krótkim okresie znalazła się w gronie najlepszych uczelni, naukowcy uczelni w gronie najbardziej wpływowych na świecie oraz najczęściej cytowanych uczonych (wg indeksu Hirscha i innych mierników). Także w rankingu THE World University Rankings 2025 Politechnika Opolska zajęła trzecie miejsce w klasyfikacji polskich ośrodków naukowych.
Jest autorem oraz współautorem ponad 230 publikacji naukowych, 30 opracowań i zastosowań przemysłowych, jak i 110 ekspertyz dla instytucji publicznych. W 2019 został nagrodzony Honorowym Medalem im. Tadeusza Sendzimira przyznawanym przez Stowarzyszenie Polskich Wynalazców i Racjonalizatorów.

## Kontrowersje
W 2024 Grzegorz Królczyk został posądzony o branie udziału w „papermillingu” („fabryka” artykułów, „papiernia” – wzajemne cytowanie w celu podbicia indeksu Hirscha) przez niemieckiego mikrobiologa i dziennikarza naukowego Leonida Schneidera. Jego indeks Hirscha (60) jest wyższy od indeksu noblisty Rogera Penrose’a (52), co wynika z nieetycznych działań polegających m.in. na dopisywaniu kontrowersyjnych współautorów (fabryka artykułów naukowych). Niektóre artykuły jego współautorstwa zostały z tego powodu poddane retrakcji (wycofaniu z obiegu naukowego), m.in. między sierpniem 2023 a kwietniem 2024 wydawnictwo Elsevier wycofało ze swoich czasopism lub przedstawiło zarzuty wobec pięciu artykułów, których Królczyk był współautorem. W oświadczeniu władz Politechniki Opolskiej wytknięto, że relacje prasowe są przykładem ataków hybrydowych ze wschodu i zaprzeczeniem dziennikarskiej rzetelności.
Problemy wynikające z punktozy, rozumianej jako ocenianie jakości badań prowadzonych przez indywidualnych badaczy i instytucje badawcze wyłącznie w formie liczbowych wskaźników (typu journal impact factor, liczba cytowań, indeks Hirscha), są coraz szerzej dostrzegane i krytykowane w świecie nauki jako szkodliwe. Konferencja Rektorów Akademickich Szkół Polskich zasygnalizowała, że dotychczasowe zasady ewaluacji skłaniają do działań patologicznych i zaapelowała o pilne opracowanie i wprowadzenie nowych zasad, ograniczających nieetyczne praktyki w ocenie dyscyplin naukowych. Narodowe Centrum Nauki przeprowadza weryfikację takich przypadków, w tym publikacji grupy naukowców Politechniki Opolskiej. 
Prof. Dariusz Jemielniak, wiceprezes Polskiej Akademii Nauk, naganne praktyki publikacyjne w szkołach wyższych określił mianem patologii. Jest to widoczne szczególnie wtedy, gdy naukowiec zdobył dużo punktów w ciągu ostatnich lat. To czas, kiedy w ewaluacji liczyły się zwłaszcza publikacje w czasopismach drapieżnych, w których proces publikacyjny jest szybki a dbałość o treść artykułów niewielka, liczy się natomiast wniesienie opłaty za publikację. Publikowanie, by dostawać nagrody na uczelni, jest działaniem nieetycznym.